# David Stone (kolarz)
David Stone (ur. 30 kwietnia 1981) – brytyjski niepełnosprawny kolarz. Dwukrotny mistrz paraolimpijski z Pekinu w 2008 roku oraz mistrz paraolimpijski z Londynu w 2012 roku. Pięciokrotny mistrz świata.

## Medale Igrzysk Paraolimpijskich

### 2012
- - Kolarstwo - wyścig ze startu wspólnego - T1-2

### 2008
- - Kolarstwo - trial na czas - CP 1-2
- - Kolarstwo - wyścig uliczny - CP 1-2